# مالا وربیتسا (ملادنوواتس)
مالا وربیتسا (به صربی: Mala Vrbica) یک منطقهٔ مسکونی در صربستان است که در ملادنوواتس واقع شده‌است.